# Акопян, Акоп Варданович
Акоп "Чойт" Варданович Акопян (арм. Հակոբ Վարդանի Հակոբյան, 13 марта 1957, Ереван) — армянский агроном, депутат Национального собрания Армении.

## Биография
С 1973 года — рабочий Ереванского производственного объединения «Ануш», в 1982—1990 годы — заместитель главного врача по хозяйственной части клинической больницы «Малатия».
В 1990—1995 годы работал директором сельскохозяйственного рынка № 4, в 1995—1999 — директором хлебозавода № 6. В этот же период был председателем Ереванского облсовета добровольческого союза «Еркрапа» («Народное ополчение»).
В 1999 году без отрыва от производства окончил Армянскую сельскохозяйственную академию по специальности «агроном».
С 1999 года — депутат Национального собрания Армении 2-го (1999—2003), 3-го (2003—2007) и 4-го созывов. Входил в состав постоянной комиссии по обороне, национальной безопасности и внутренним делам (заместитель председателя во 2-м и 3-м созывах). Являлся членом депутатских групп «Стабильность» и «Айастан» (2-й созыв), «Народный депутат» (3-й), членом Республиканской партии Армении (4-й созыв).
В марте 2008 года на А. В. Акопяна было возбуждено уголовное дело; с сентября того же года полномочия депутата прекращены в связи с осуждением.
4 февраля 2015 года был арестован по обвинению в уклонении от уплаты налогов и незаконной предпринимательской деятельности, 4 мая отпущен на свободу.

### Семья
Женат, трое детей.

## Награды
- медаль «Материнская благодарность» (1993)
- орден Боевого Креста 1-й степени (1994)
- медаль «Мужество» (1994)
- медаль «Маршал Баграмян» (1997)[1][2].